# Jim Jordan
Pour les articles homonymes, voir Jordan.
James Daniel Jordan dit Jim Jordan, né le 17 février 1964 à Urbana (Ohio), est un homme politique américain, membre du Parti républicain.
Depuis 2007, il représente le 4e district de l'Ohio à la Chambre des représentants des États-Unis, dont il dirige la commission judiciaire.

## Biographie
Pendant ses études de droit, il est lutteur de haut niveau.
Jordan commence sa carrière politique au sein de l'Assemblée générale de l'Ohio, d'abord comme membre de la Chambre des représentants pendant trois mandats de 1995 à 2000, puis comme membre du Sénat de 2001 à 2006.
Jordan est élu au Congrès au cours des élections de 2006, succédant au républicain Mike Oxley qui ne se représente pas.
De 2011 à 2013, il est le président du Republican Study Committee, un groupe d'élus conservateurs notamment connus pour leur position en faveur d'une réduction des dépenses du gouvernement fédéral. En janvier 2015, il fait partie des 9 membres fondateurs du Freedom Caucus, un groupe d'élus ultra-conservateurs qu'il dirige pendant le  114e congrès.
De 2014 à 2016, il est membre de la commission d'enquête de la Chambre sur l'attaque du consulat américain de Benghazi en 2012.
En 2018, après que le président de la Chambre Paul Ryan a annoncé ne pas être candidat à sa succession, Jordan annonce sa candidature qui prendra toutefois fin avec la défaite des républicains lors des élections de mi-mandat. Il maintient cependant sa candidature au poste de leader des républicains de la Chambre mais il est battu par Kevin McCarthy.
En mars 2020, il remplace son collègue Doug Collins comme ranking member (principal représentant du parti minoritaire) de la commission judiciaire de la Chambre. Il occupe cette fonction jusqu'en janvier 2023 où il devient président de la commission après la victoire des républicains aux élections de mi-mandat.
Après l'éviction de Kevin McCarthy du poste de président de la Chambre des représentants en octobre 2023, il déclare sa candidature à son remplacement et obtient notamment le soutien de l’ancien président Donald Trump. Le 11 octobre, il est cependant battu par Steve Scalise lors d'un vote informel auprès des représentants républicains. Après le retrait de Scalise, il est désigné par un nouveau vote le 13 octobre, sans obtenir la majorité des voix nécessaire à son élection. Lors du vote devant les représentants, il échoue à être élu une première fois le 17 octobre, en obtenant 200 voix sur les 217 nécessaires, puis une seconde fois le lendemain avec 199 voix favorables. Le 20 octobre, après un troisième vote infructueux, Jordan est désavoué par les républicains et se retire de la course.

## Positionnement
Jordan fait partie de l'aile trumpiste du parti républicain et des soutiens indéfectibles de l'ancien président Donald Trump. Pendant la présidence de ce dernier, il a essayé de discréditer les enquêtes sur l'ingérence russe dans l'élection de 2016 et a organisé un sit-in pour empêcher une audience d'enquête de destitution de Trump sur la controverse téléphonique Trump-Zelensky.
Après que Joe Biden ait remporté l'élection présidentielle de 2020 et que Trump refuse de concéder sa défaite en affirmant qu'il y avait eu fraude électorale, Jordan soutient les actions en justice visant à invalider les résultats de l'élection et vote pour ne pas certifier les résultats du collège électoral. Il refuse de coopérer avec la commission spéciale de la Chambre des représentants des États-Unis sur la prise d'assaut du Capitole du 6 janvier 2021, qui le cite à comparaitre en mai 2022.
Devenu président de la commission à la justice, il se concentre tout particulièrement sur les auditions visant Joe Biden, son fils Hunter, le FBI et les juges qui ont inculpé Donald Trump.
Il fait partie du Freedom Caucus, qui rassemble au Congrès la frange la plus radicale du Parti républicain.

## Historique électoral

### Chambre des représentants
| Année | Jim Jordan | Démocrate | Lib    |
| ----- | ---------- | --------- | ------ |
| Année |            |           |        |
| 2006  | 59,99 %    | 40,01 %   | —      |
| 2008  | 65,17 %    | 34,63 %   | —      |
| 2010  | 71,49 %    | 24,74 %   | 3,77 % |
| 2012  | 58,35 %    | 36,49 %   | 5,16 % |
| 2014  | 67,67 %    | 32,33 %   | —      |
| 2016  | 67,99 %    | 32,01 %   | —      |
| 2018  | 65,41 %    | 34,59 %   | —      |
| 2020  | 67,85 %    | 29,31 %   | 2,83 % |
| 2022  | 69,02 %    | 30,08 %   |        |
| 2024  | 68,46 %    | 31,54 %   | —      |